# Bahnstrecke Mombasa–Nairobi (Normalspur)
| Streckenkarte |                      |                                       |                                       |
| Streckenlänge: | 472 km               |                                       |                                       |
| Spurweite: | 1435 mm (Normalspur) |                                       |                                       |
| |                      |                                       |                                       |
| \| \| \| Mombasa Portside Freight Terminals \| \| \| \| \| Mombasa Terminus \| \| \| \| \| Mariakani \| \| \| \| \| Miasenyi \| \| \| \| \| Voi \| \| \| \| \| nach Moshi (Meterspurbahn) \| \| \| \| \| Tsavo Super Bridge (1987 m) \| \| \| \| \| Mtito Andei \| \| \| \| \| Kibwezi \| \| \| \| \| Emali \| \| \| \| \| Konza–Magadi-Bahn (Meterspurbahn) \| \| \| \| \| Athi River \| \| \| \| \| Athi River Super Bridge (2550 m) \| \| \| \| \| Uganda-Bahn (Meterspurbahn) \| \| \| \| \| Nairobi Terminus \| \| \| \| \| \| \| \| \| \| Embakasi Container Terminal \| \| \| \| \| nach Nairobi-Innenstadt \| (Meterspurbahn) \| \| \| \| Ongata Rongai \| \| \| \| \| SGR Olkeri Bridge \| \| \| \| \| Ngong \| \| \| \| \| SGR Ngong Tunel \| \| \| \| \| Kimuka Tunnel \| \| \| \| \| Mai Mahiu \| \| \| \| \| Naivasha Inland Container Depot (ICD) \| \| \| \| \| Suswa \| \| \| \| \| Suswa SGR Tarnel \| \| \| \| \| \| \| |                      |                                       |                                       |
| Betriebs-/Güterbahnhof Streckenanfang |                      | Mombasa Portside Freight Terminals    | Mombasa Portside Freight Terminals    |
| Bahnhof |                      | Mombasa Terminus                      | Mombasa Terminus                      |
| Bahnhof |                      | Mariakani                             | Mariakani                             |
| Bahnhof |                      | Miasenyi                              | Miasenyi                              |
| Kopfbahnhof Streckenanfang (Strecke außer Betrieb) · Bahnhof |                      | Voi                                   | Voi                                   |
| Strecke nach links (außer Betrieb) · Kreuzung geradeaus oben (Querstrecke außer Betrieb) |                      | nach Moshi (Meterspurbahn)            | nach Moshi (Meterspurbahn)            |
| Brücke |                      | Tsavo Super Bridge (1987 m)           | Tsavo Super Bridge (1987 m)           |
| Bahnhof |                      | Mtito Andei                           | Mtito Andei                           |
| Bahnhof |                      | Kibwezi                               | Kibwezi                               |
| Bahnhof |                      | Emali                                 | Emali                                 |
| Kreuzung geradeaus oben (Querstrecke außer Betrieb) |                      | Konza–Magadi-Bahn (Meterspurbahn)     | Konza–Magadi-Bahn (Meterspurbahn)     |
| Bahnhof |                      | Athi River                            | Athi River                            |
| Brücke über Wasserlauf |                      | Athi River Super Bridge (2550 m)      | Athi River Super Bridge (2550 m)      |
| Strecke (außer Betrieb) · Strecke |                      | Uganda-Bahn (Meterspurbahn)           | Uganda-Bahn (Meterspurbahn)           |
| Kopfbahnhof Strecke bis hier außer Betrieb · Bahnhof |                      | Nairobi Terminus                      | Nairobi Terminus                      |
| Strecke · Abzweig geradeaus und nach links · Strecke von rechts |                      |                                       |                                       |
| Strecke · Betriebs-/Güterbahnhof Streckenende · Strecke |                      | Embakasi Container Terminal           | Embakasi Container Terminal           |
| Strecke · Strecke |                      | nach Nairobi-Innenstadt               | (Meterspurbahn)                       |
| Bahnhof |                      | Ongata Rongai                         | Ongata Rongai                         |
| Strecke mit Straßenbrücke |                      | SGR Olkeri Bridge                     | SGR Olkeri Bridge                     |
| Bahnhof |                      | Ngong                                 | Ngong                                 |
| Tunnel |                      | SGR Ngong Tunel                       | SGR Ngong Tunel                       |
| Tunnel |                      | Kimuka Tunnel                         | Kimuka Tunnel                         |
| Bahnhof |                      | Mai Mahiu                             | Mai Mahiu                             |
| Dienststation / Betriebs- oder Güterbahnhof |                      | Naivasha Inland Container Depot (ICD) | Naivasha Inland Container Depot (ICD) |
| Bahnhof |                      | Suswa                                 | Suswa                                 |
| Tunnel |                      | Suswa SGR Tarnel                      | Suswa SGR Tarnel                      |
| |                      |                                       |                                       |

Die Bahnstrecke Mombasa–Nairobi in Normalspur (offizielle englischsprachige Bezeichnung: Mombasa–Nairobi Standard Gauge Railway, kurz SGR) ist die erste normalspurige Eisenbahnstrecke in Kenia. Sie wurde im Mai 2017 eröffnet und soll den östlichen Abschnitt der meterspurigen Uganda-Bahn ersetzen. Die Strecke verbindet den größten Hafen Ostafrikas, Mombasa, und die Hauptstadt Nairobi (Höhe: 1661 m), die beiden größten Städte des Landes.

## Geographie
Die Streckenlänge ist geringer als die entsprechende Strecke der Uganda-Bahn, da die Neubaustrecke in manchen Abschnitten gradliniger trassiert ist, weil moderne Lokomotiven größere Steigungen verkraften als die Dampflokomotiven, für die die Uganda-Bahn konzipiert war, und mit mehr Brücken und Einschnitten ein höherer Aufwand in der Bauphase getrieben wurde. Abschnittweise verläuft sie aber parallel zur Altbaustrecke und zum Highway A109. Von der Hafenstadt Mombasa am Indischen Ozean führt die Strecke mit zahlreichen Steigungen nordwestwärts bis Nairobi, das auf 1661 Meter Höhe über dem Meeresspiegel liegt. Der Scheitelpunkt der Strecke liegt bei mehr als 2500 Meter Höhe über dem Meeresspiegel.

## Geschichte
Seit dem Ende des 19. Jahrhunderts bediente die Uganda-Bahn die Verbindung Mombasa–Nairobi und später weiter nach Uganda. Sie verfiel in den 2000er Jahren rasch. Die Fahrzeit für die 530 Kilometer lange Strecke erhöhte sich zuletzt auf rund 18 Stunden, acht Stunden braucht ein Reisebus (Stand 2017), das Frachtaufkommen sank auf 1,5 Millionen Tonnen im Jahr (Stand 2012).
2011 unterzeichnete die kenianische Regierung mit Vertretern der China Road and Bridge Corporation ein Memorandum of Understanding über den Bau einer Normalspurstrecke von Mombasa nach Nairobi. Die Baukosten wurden zu 90 % von der chinesischen Import- und Export-Bank finanziert, zu 10 % durch den kenianischen Staat. Zu deren Höhe gibt es – je nach Quelle – unterschiedliche Angaben zwischen drei und 5,13 Milliarden US-Dollar. Der Auftrag wurde freihändig ohne Ausschreibung vom kenianischen Staatspräsidenten Uhuru Kenyatta vergeben; der Verdacht auf Korruption wurde diskutiert.
Zwischen 2013 und 2017 wurde die Strecke gebaut. Es handelt sich um die aufwändigste Infrastrukturmaßnahme in der Geschichte Kenias. Über 25.000 Kenianer waren beim Bau der Strecke beschäftigt. Im Dezember 2016 war der Oberbau fertiggestellt. Am 31. Mai 2017 eröffnete Staatspräsident Uhuru Kenyatta die Strecke, während ein erster Zug von Nairobi nach Mombasa schon am 29. Mai 2017 gefahren war. Der Güterverkehr wurde Anfang 2018 aufgenommen.

## Technische Parameter

### Infrastruktur

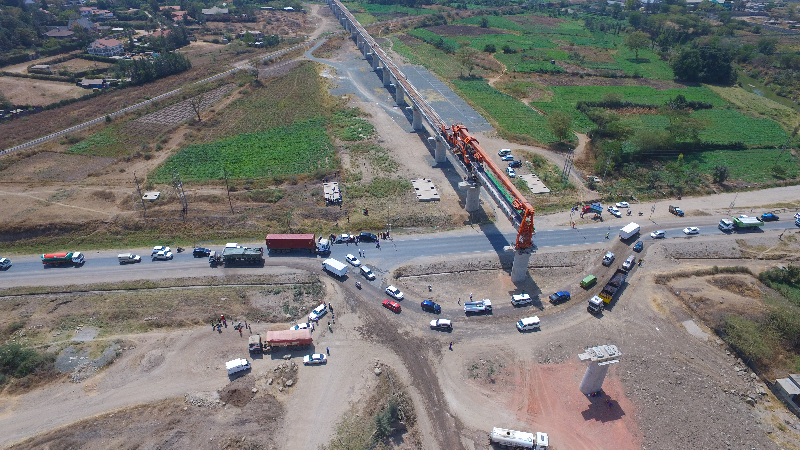
Athi River Super Bridge im Bau

Die Strecke ist 472 Kilometer lang – mit Nebengleisen 609 Kilometer – nicht elektrifiziert und eingleisig. Im Bereich der Tsavo-Nationalparks (East und West) ist sie komplett eingezäunt, und Unterführungen ermöglichen den Tieren den Wildwechsel. Deren größte ist die 1987 Meter lange Tsavo Super Bridge zwischen dem Tsavo-West-Nationalpark und dem Tsavo-East-Nationalpark. Die Mazeras-2 Bridge ist mit 43,5 Metern die höchste Brücke der Strecke, die Athi River Super Bridge mit 2,55 Kilometern die längste.
Im Endausbauzustand soll die Strecke 40 Bahnhöfe haben, neun davon auch dem Personenverkehr dienen. Container-Umschlagbahnhof im Inland wird Embakasi in Nairobi. Die Strecke ist für einen Güterverkehr von 22 Millionen Tonnen pro Jahr ausgelegt.
Die Eisenbahninfrastruktur erlaubt eine zulässige Höchstgeschwindigkeit für Reisezüge von 120 km/h, für Güterzüge von 80 km/h. Die Reisezeit im Personenverkehr zwischen den beiden Endbahnhöfen sank auf gut fünf Stunden. In Nairobi endet die Strecke in einem vom Stadtzentrum weit abgelegenen Bahnhof. Reisende, die in die Innenstadt wollen, können im Bahnhof Syokimau auf einen Anschlusszug umsteigen, der in der traditionellen Meterspur betrieben wird.

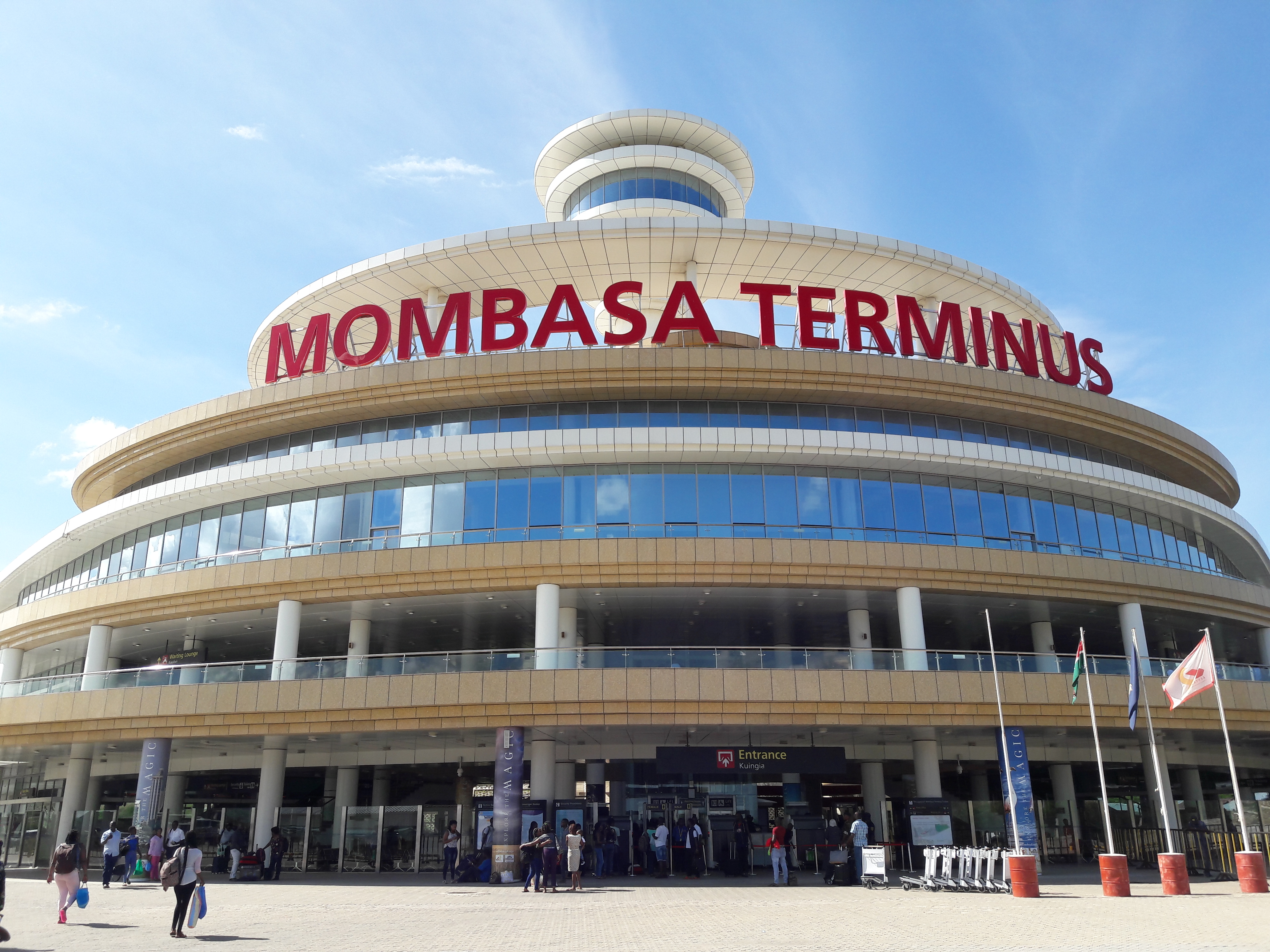
Mombasa Terminus
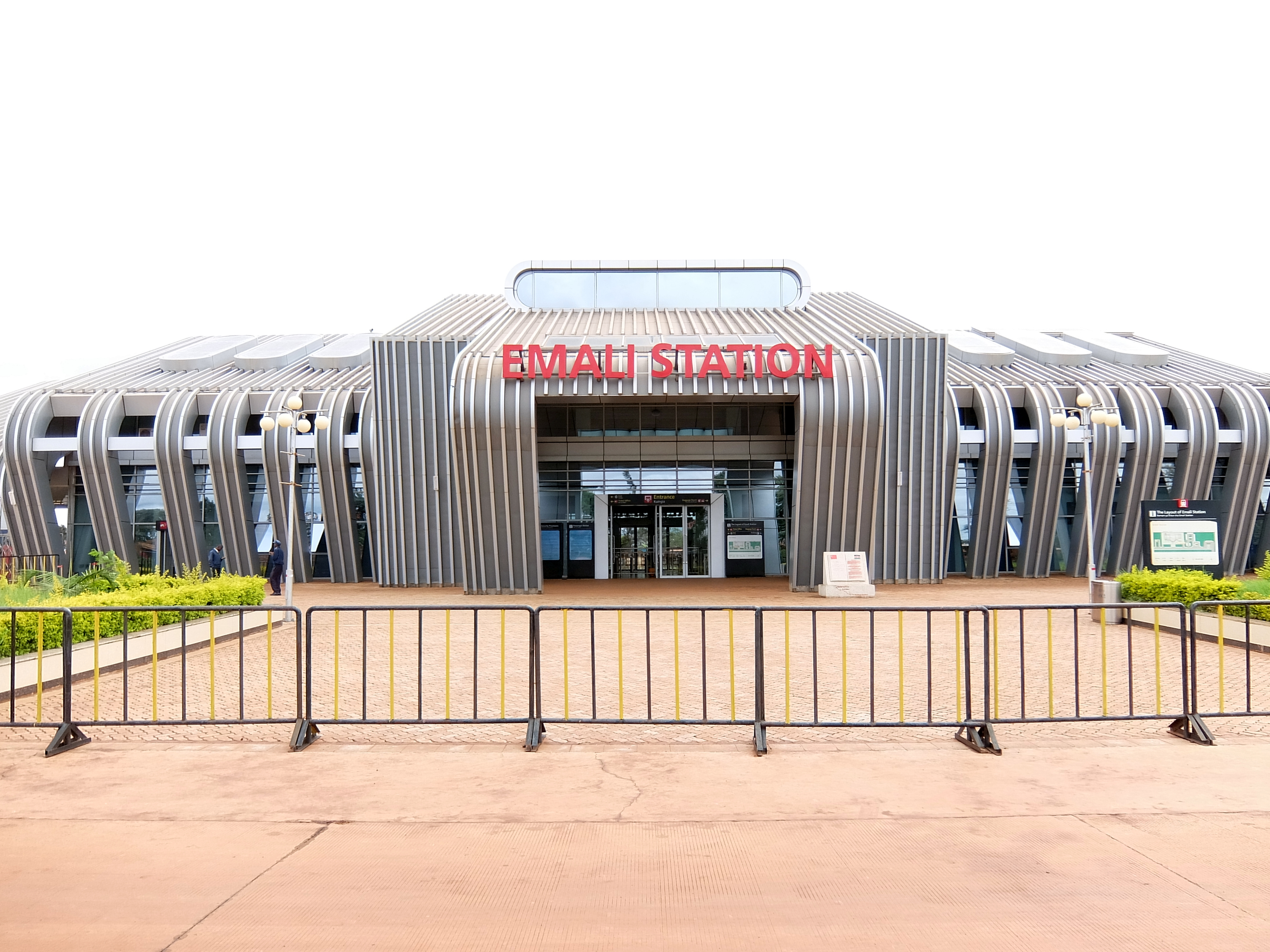
Emali SGR Station
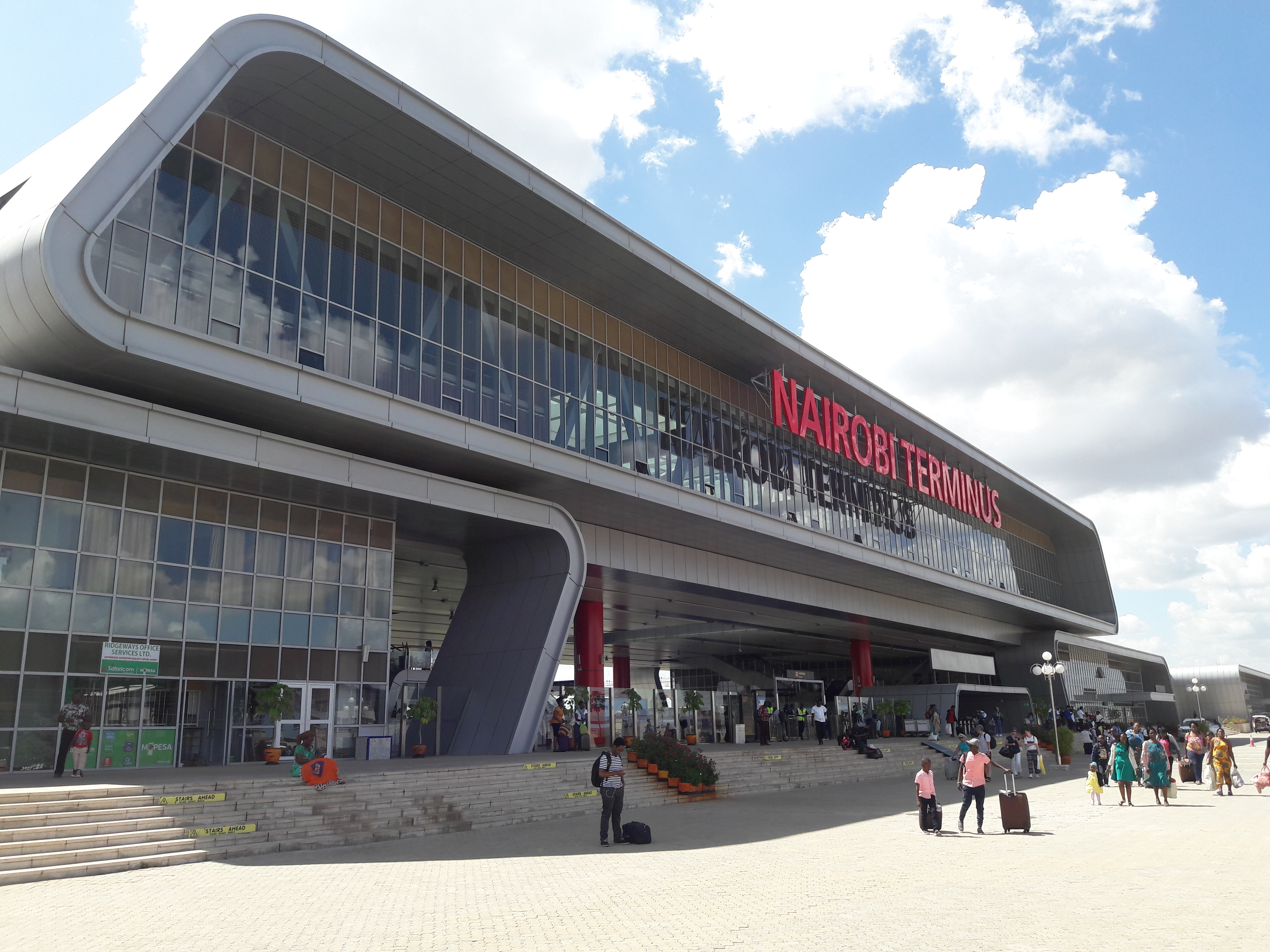
Nairobi Terminus

### Fahrzeuge

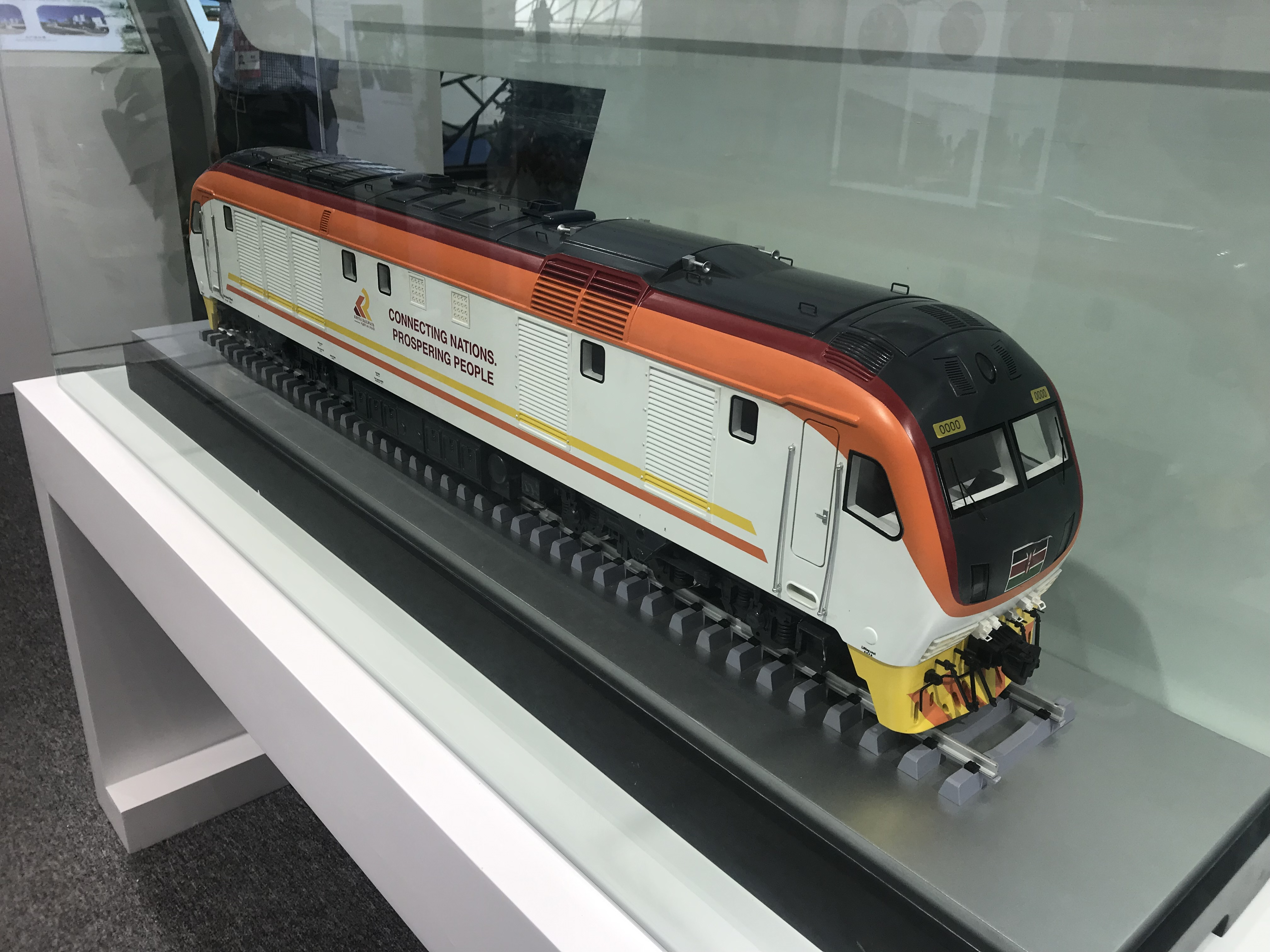
Modell einer DF11 Lokomotive in den Farben der Kenya Railways Corporation

Diesellokomotiven, Reise- und Güterwagen werden aus China bezogen:
| Typ  | Hersteller    | Anzahl | Anmerkungen                   | Nachweis      |
| ---- | ------------- | ------ | ----------------------------- | ------------- |
| DF8B | CRRC Qishuyan | 8      | Güterzuglokomotiven           | [ 13 ]        |
| DF7G | CRRC Qishuyan | 2      | Rangierlokomotiven            | [ 14 ] [ 15 ] |
| DF11 | CRRC Qishuyan | 5      | Personenzuglokomotiven        | [ 15 ]        |
| 25G  | CRRC Puzhen   | 39     | Personenwagen und Gepäckwagen | [ 16 ]        |
| C70E | CRRC Qiqihar  | 180    | Geschlossene Güterwagen       | [ 16 ]        |
| NX70 | CRRC Qiqihar  | 150    | Containerwagen                | [ 16 ]        |

## Betrieb
Betrieben wird die Strecke von der Kenya Railways Corporation. Der Eröffnungszug verkehrte am 31. Mai 2017. Seit dem 1. Juni 2017, dem Madaraka Day, findet Planbetrieb statt. Der letzte planmäßige Personenzug auf der Meterspurstrecke fuhr am 28. April 2017. Der Betrieb wird in den ersten fünf Jahren von der China Communications Construction Company übernommen.

### Personenverkehr

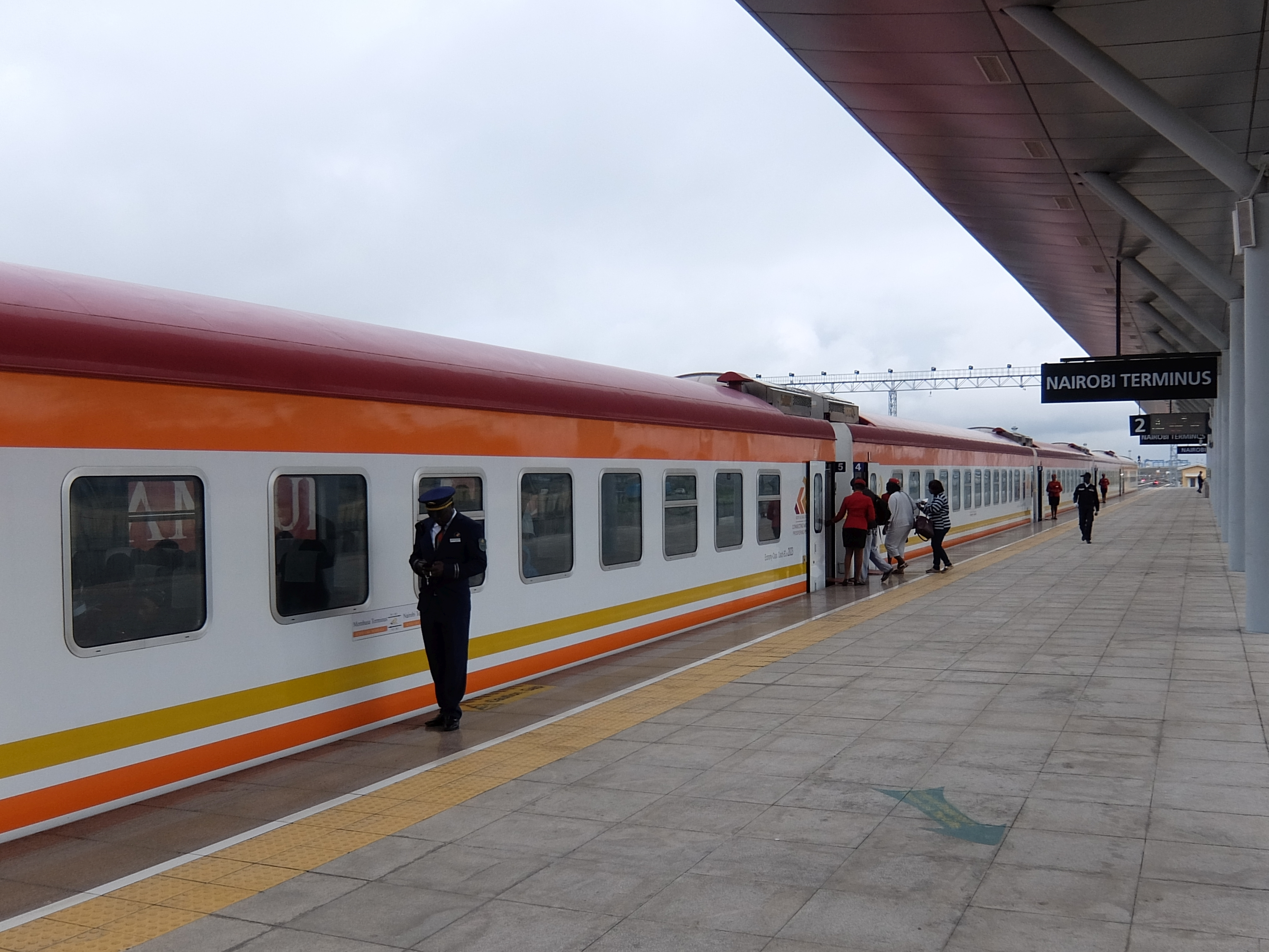
Personenzug in Nairobi Terminus

Personenzüge beginnen in Mombasa Terminus im Stadtteil Miritini westlich des Flughafens und enden in Nairobi Terminus in der Nähe der alten Syokimau Railway Station im Stadtteil Syokimau im Südosten. Beide Endbahnhöfe liegen außerhalb der Stadtzentren. In Nairobi-Syokimau kann auf die Meterspurstrecke umgestiegen werden, die ins Stadtzentrum zum alten Hauptbahnhof führt. Auch zur Abfahrt fährt ein Zug in umgekehrter Richtung auf der Meterspurstrecke.
Personenzüge verkehren zweimal täglich in beiden Richtungen ab 8 Uhr und ab 15:30 Uhr als Madaraka Express mit einem Zwischenhalt zur Zugkreuzung in Mtito Andei. Sie bieten Sitzplätze in Wagen der 1. und 2. Klasse. Die planmäßigen Fahrzeiten für die gesamte Strecke liegen zwischen 4:50 und 6:07 Stunden.  Ein Inter-County Service mit sieben Zwischenhalten wurde im August 2017 in Betrieb genommen. Er verbindet die Strecke in rund fünfeinhalb Stunden. Der Start der langsameren Züge wurde wegen Personalmangels verschoben. Die Schnellzüge boten anfangs ungefähr 1200 Sitzplätze, wenige Wochen später konnten sie 1500 Reisende nutzen.

### Güterverkehr
Der Güterverkehr begann im Januar 2018, zuvor gab es Testfahrten. Durchgehender Güterverkehr führt von Port Reitz, unmittelbar westlich von Mombasa Island, nach Embakasi in Nairobi.

## Ausbaupläne

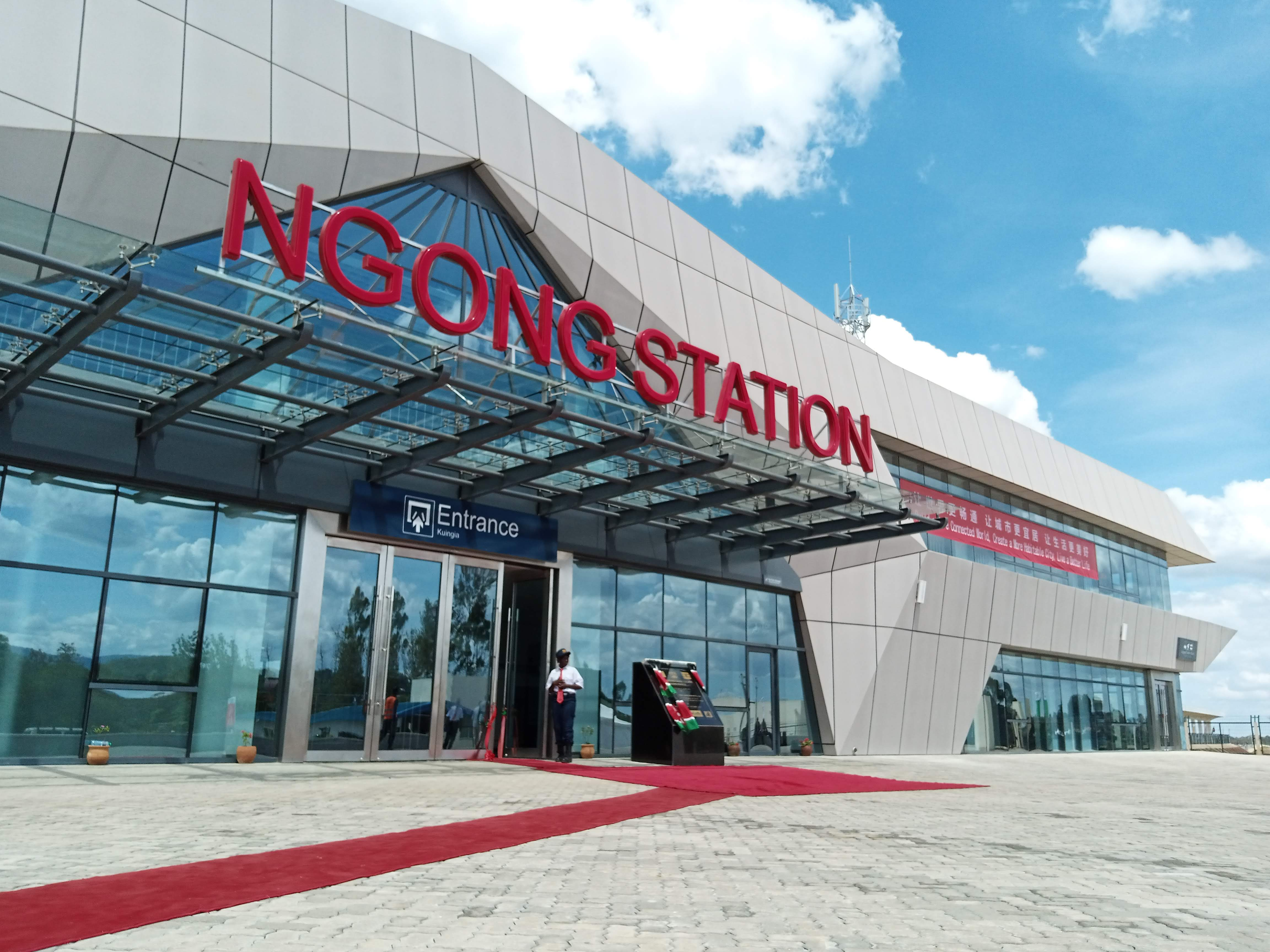
Ngong SGR station

Der Weiterbau der Strecke nach Westen von Nairobi bis Naivasha ist erfolgt; 2019 wurde der Abschnitt eröffnet.
Die Weiterführung der Strecke über Kisumu bis an die kenianisch-ugandische Grenze bei Malaba ist in Planung, aber noch nicht abschließend finanziert. Von Malaba soll die Strecke weiter nach Kampala in Uganda verlaufen – auch dieser Abschnitt ist nicht finanziert, da von ugandischer Seite erst auf die Fertigstellung bis Malaba gewartet wird. Im Herbst 2019 berichteten Medien, dass der chinesische Staat aufgrund der aufgelaufenen Verluste auf der Strecke Nairobi–Mombasa keine Finanzierung des Ausbaus ins Nachbarland Uganda finanzieren möchte.
Von dort gibt es Pläne für weitere Strecken nach Norden bis Juba im Südsudan und nach Süden über Kigali (Ruanda) bis nach Bujumbura in Burundi. Trotz dieser ursprünglichen Pläne hat die ruandische Regierung den Bau einer Streckenanbindung an das tansanische Eisenbahnnetz begonnen, da diese günstiger, schneller und sicherer zu realisieren ist. Ob die weiteren Ausbaustufen bis Uganda, Ruanda und in den Südsudan realisiert werden, ist daher unklar.